# Antonio Hernández Fajarnés
Antonio Hernández Fajarnés (Saragossa, 17 de gener de 1851 - Madrid el 27 de març de 1909) va ser un Catedràtic i escriptor espanyol, acadèmic de la Reial Acadèmia Espanyola.
Va estudiar el segon ensenyament en les Escoles Pies de Saragossa, en el Seminari Conciliar de San Valero i San Braulio i en l'Institut, i les carreres de dret civil i canònic i filosofia i lletres a la Universitat, doctorant-se en aquesta última facultat. Va regentar les càtedres d'història de la filosofia (1872) i llengua grega, guanyant mitjançant oposició la càtedra de metafísica de la Universitat de Saragossa.

## Els seus treballs
Durant catorze anys va exercir el rectorat; va ser a més senador del regne per la Província de Sòria i després per la mateixa Universitat en diverses legislatures i membre corresponent de l'Acadèmia de Ciències Morals i Polítiques (1884). Va col·laborar a La Ilustración Católica i altres periòdics i revistes. El 1900 va obtenir per trasllat la càtedra de lògica fonamental de la Universitat de Madrid, on va assenyalar com a llibre de text durant els primers anys la filosofia de Jaume Balmes. Va formar part del Consell d'Instrucció pública i estava agraciat amb diverses condecoracions. En la Reial Acadèmia Espanyola va ocupar la vacant del novel·lista Pereda. Els seus treballs més importants es refereixen a la filosofia.
Hernández Fajarnés era orador càlid, escriptor correcte, agut polemista i catòlic d'acció. En filosofia va contribuir a combatre, com Ortí y Lara, el positivisme i el krausisme, sent considerat com un dels més distingits representants del neoescolasticismo a Espanya. Va ser elogiat pel cardenal i filòsof C. González, per Campoamor, Lafuente, Mañé i Flaquer i molts altres, i era conegut entre els catòlics i tomistes estrangers per les seves obres filosòfiques i per haver pres part als Congressos catòlics.

## Obres
- Estudios críticos sobre la filosofía positivista (Zaragoza 1883)
- Sobre la psicología celular de Ernst Haeckel:
- Principios de Metafísica: Ontología (1887), Cosmología (1893) y Psicología (1889)
- Reforma de la Cosmología (1889)
- Principios de lógica fundamental (1906)
- La percepción y la psicología tomista